# Johann Haug (Putschist)
Johann Hans Haug (* 19. April 1898 in Pressburg; † 27. Februar 1957 in München) war ein deutscher Chauffeur und politischer Aktivist. Er wurde vor allem bekannt als einer der Angeklagten im „kleinen“ Hitler-Putsch-Prozess vom April/Mai 1924.

## Leben und Tätigkeit

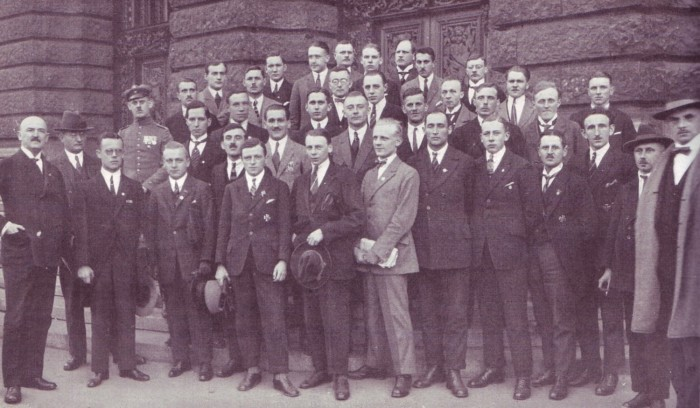
Haug im Kreis der Angeklagten im „Kleinen Hitler Prozess“ (April 1924).

Haug war ein Sohn des Klavierlehrers Johann Haug und seiner Frau Magdalene, geb. Jordan. Seine Schwester war Eugenie Haug, die aufgrund ihrer Beziehung zu Adolf Hitler in den 1920er Jahren von sich Reden machte.
Am Ersten Weltkrieg nahm Haug mit der bayerischen Artillerie teil. Nach seiner Rückkehr aus dem Krieg arbeitete er 1919 und 1920 als Kellner in München.
Im März 1920 kam Haug mit der damals entstehenden nationalsozialistischen Bewegung in Kontakt. Zum 11. Juni 1920 wurde er Mitglied der NSDAP (Mitgliedsnummer 1.376). Ende 1920 war Haug einer der Mitgründer der SA. Vom 1. November 1922 an war Haug der erste Chauffeur des Parteivorsitzenden der NSDAP und späteren Diktators Adolf Hitler.
In den Jahren 1920 bis 1923 nahm Haug an fast allen bedeutenden Wegmarken in der Geschichte der frühen NSDAP aktiv anteil: So an der „Hofbräuhausschlacht“ vom Jahr 1921, bei der die SA erstmals öffentlich in Erscheinung trat, am Coburger Tag im Jahr 1922, am ersten Parteitag der NSDAP im Januar 1923, am Nürnberger Treffen des Jahres 1923 und am Aufmarsch auf dem Märzfeld bei München am 1. Mai 1923.
Im Sommer 1923 wurde Haug ein Mitglied des damals gegründeten Stoßtrupps Adolf Hitler, einer besonders schlagkräftigen paramilitärischen Formation der NSDAP, die als Leibwache von Hitler fungierte und als Vorläufer der 1925 aufgestellten Schutzstaffel (SS) gilt.
Am 8. und 9. November 1923 nahm Haug aktiv am Hitler-Putsch in München teil, einem Versuch von Hitler und anderen Politikern der radikalen Rechten die Macht im Staat durch einen gewaltsamen Umsturz zu übernehmen. Nach dem Scheitern des Putsches wurde er am 24. November 1923 in Untersuchungshaft genommen, in der er bis zum 26. Februar 1924 verblieb.
Im April 1924 war Haug einer von rund 30 Personen – größtenteils Mitglied des Stoßtrupps Adolf Hitler – die im kleinen Hitler-Putsch-Prozess vor dem Volksgericht München I aufgrund ihrer Teilnahme an dem Umsturzunternehmen vom November 1923 wegen „Beihilfe zum Hochverrat“ angeklagt wurden. Wie die meisten Angeklagten erhielt er eine Haftstrafe von 15 Monaten Festungshaft auferlegt, wobei ihm die erlittene Untersuchungshaft angerechnet wurde. Haug verbüßte anschließend vom 12. Juni bis 30. September 1924 noch rund dreieinhalb weitere Monate Haft in der Festung Landsberg. Die restlichen Haftmonate wurden im auf Bewährung erlassen. Während seiner Haft in Landsberg im Sommer 1924 befand er sich in einer Gemeinschaft mit rund dreißig weiteren Putschteilnehmern, die in einem gesonderten Flügel der Anstalt ein komfortables Gefangenenleben führten. Unter diesen waren u. a. Adolf Hitler, Rudolf Heß, Edmund Heines und der spätere SS-Chef Erhard Heiden.
Nach der Neugründung der NSDAP im Jahr 1925 trat Haug dieser mehrere Jahre lang nicht wieder bei. Erst zum 1. Oktober 1931 schloss er sich der NSDAP wieder an (Mitgliedsnummer 652.901). Später rechtfertigte er dies damit, dass er hierzu nicht imstande gewesen sei, da er durch Erwerbslosigkeit nicht in der Lage gewesen sei die obligatorischen Mitgliedsbeiträge zu zahlen.
Ebenfalls zum 1. Oktober 1931 wurde Haug auch erneut Mitglied der Sturmabteilung (SA), in der er 1941 den Rang eines Sturmführers erreichte. Ferner war er Mitglied der Nationalsozialistischen Volkswohlfahrt, der Deutschen Arbeitsfront und des Reichsluftschutzbundes.
Nach 1933 war Haug als Vertragangestellter bei der Reichsfachschaft für das Dolmetscherwesen sowie für den Parteiverlag der NSDAP Franz Eher Nachfolger tätig.
Im Jahr 1943 ist Haug noch als kaufmännischer Angestellter mit Wohnsitz in der Barer Straße 72/5 in der Maxvorstadt nachweisbar.

## Beförderungen
- 1. März 1932: SA-Scharführer
- 20. Mai 1933: SA-Truppführer
- 9. November 1934: SA-Obertruppführer
- 30. Januar 1941: SA-Sturmführer